# Czarne
Czarne (dawniej Hamersztyn, niem. Hammerstein) – miasto w województwie pomorskim, w powiecie człuchowskim, siedziba gminy miejsko-wiejskiej Czarne.
Według danych z 1 stycznia 2018 Czarne liczyło 5983 mieszkańców.

## Położenie
Miasto położone jest nad rzeką Czernicą, w odległości 170 km na południowy zachód od Gdańska.
Pod względem historycznym Czarne znajduje się na Pomorzu Gdańskim.
Według regionalizacji fizycznogeograficznej Polski miasto leży na pograniczu Doliny Gwdy i Pojezierza Północnokrajeńskiego.

## Historia
Miasteczko powstało przy ważnym trakcie wiodącym z Człuchowa do Szczecinka. Starą, słowiańską nazwę wzięło od rzeki Czarnej, obecnie zwanej Czernicą.
Dokument lokacyjny i jednocześnie prawa miejskie Czarne otrzymało od wielkiego mistrza krzyżackiego Konrada von Jungingena w 1395. Nowe miasto nazwano Hammerstein i pieczętowało się herbem, w którym mieścił się młot, gwiazda i półksiężyc. Tu, nad granicą z księstwem szczecińskim, Krzyżacy wybudowali zamek, którego załoga miała kontrolować ważny szlak łączący Pomorze Zachodnie z Pomorzem Gdańskim.

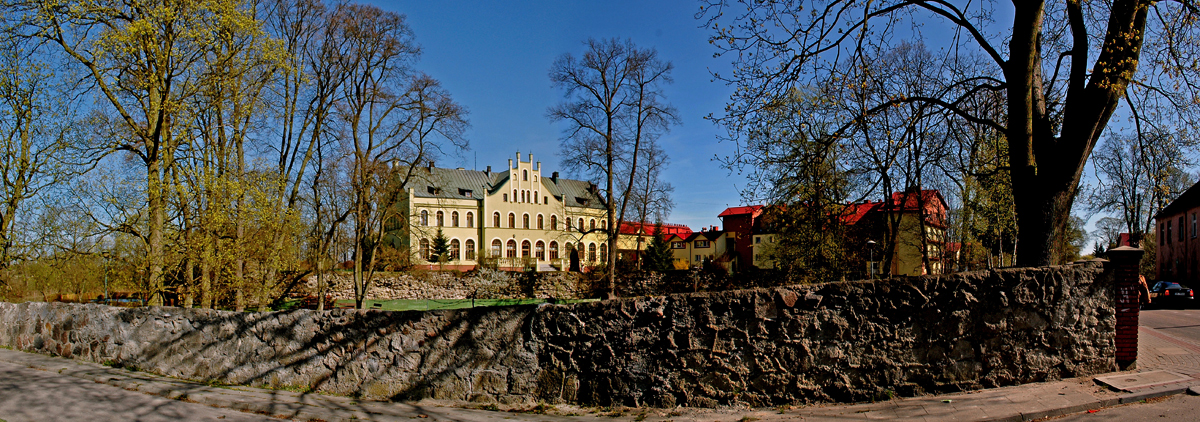
Pozostałości zamku w Czarnem

Po zwycięstwie nad Krzyżakami Władysław Jagiełło nadał Czarne dożywotnio księciu zachodniopomorskiemu Bogusławowi VIII. Zmianę przyniosła wojna trzynastoletnia. W 1454 na prośbę Związku Pruskiego król Kazimierz IV Jagiellończyk ogłosił włączenie regionu do Polski. Siły związkowe skutecznie broniły się tu przed Krzyżakami w 1454 i 1455, a w 1456 zamek obsadziły wojska polskie. W 1466 na mocy postanowień pokoju toruńskiego uznano przynależność miasta do Polski. Administracyjnie przynależało do województwa pomorskiego prowincji Prusy Królewskie Korony Królestwa Polskiego. Utworzono tu starostwo, do którego należały wsie Sokole, Damnica, Domisław, Nadziejewo.
W 1627 miasto zostało zajęte przez wojska szwedzkie, które zniszczyły część budowli. Przeciw Szwedom ruszyły wojska dowodzone przez hetmana Koniecpolskiego i doszło do bitwy pod Czarnem. Walki o miasto trwały od 12 do 18 kwietnia i zakończyły się polskim zwycięstwem. Kilka lat później większość mieszkańców Czarnego wyginęła od „morowego powietrza”, a w 1653 całe miasto zniszczył pożar. W czasie potopu szwedzkiego Czarne zdobył królewicz szwedzki Adolf Jan książę Pfalz-Zweibrücken. Po wojnie miasto zostało odbudowane, by w 1693 ponownie stanąć w płomieniach. Pożarom sprzyjała drewniana zabudowa i dlatego na przestrzeni 100 lat miasto płonęło pięciokrotnie. Z tego okresu pochodzi kościół parafialny (1755) bogato zdobiony z wieżą, kryty gontem.
W wyniku I rozbioru Polski w 1772 miasto zostało przyłączone do Prus. W końcu XVIII w. Czarne zamieszkiwało 720 osób.
W okresie wojen napoleońskich Czarne w 1807 zajęły oddziały polskiego pospolitego ruszenia pod dowództwem gen. Jana Łubieńskiego.
W 1878 miasto uzyskało połączenie kolejowe z Człuchowem i Szczecinkiem. W dziewięć lat później Niemcy urządzili w tym rejonie wielki poligon wojskowy. W 1899 wybudowano okazały budynek, w którym obecnie mieści się Szkoła Podstawowa. Budynek ten w 1925 roku został rozbudowany, dobudowano III. piętro.
Na polskiej mapie wojskowej z 1936 przy oznaczeniu miasta podano polski egzonim Czarne.
Na terenie poligonu wojskowego Niemcy wybudowali obóz dla jeńców wojennych. W czasie II wojny światowej przekształcony został w Stalag II B Hammerstein. Obecnie na terenie dawnego obozu znajduje się więzienie, jedno z największych w kraju. Po wojnie stacjonowały tu wojska radzieckie, obecnie w mieście znajduje się jednostka wojskowa, a w pobliżu niej poligon.
Czarne zdobyte zostało 26 lutego 1945 przez wojska II Frontu Białoruskiego. Podczas walk zniszczonych zostało około 40% budynków. Miejscowość została w 1945 włączona do Rzeczypospolitej Polskiej, zaś jego w większości niemieckojęzyczna ludność wysiedlona. Po wojnie miasto powoli dźwignęło się z ruin, powstał przemysł spożywczy i okrętowy.
W latach 1975–1998 miasto administracyjnie należało do woj. słupskiego.

## Zabytki

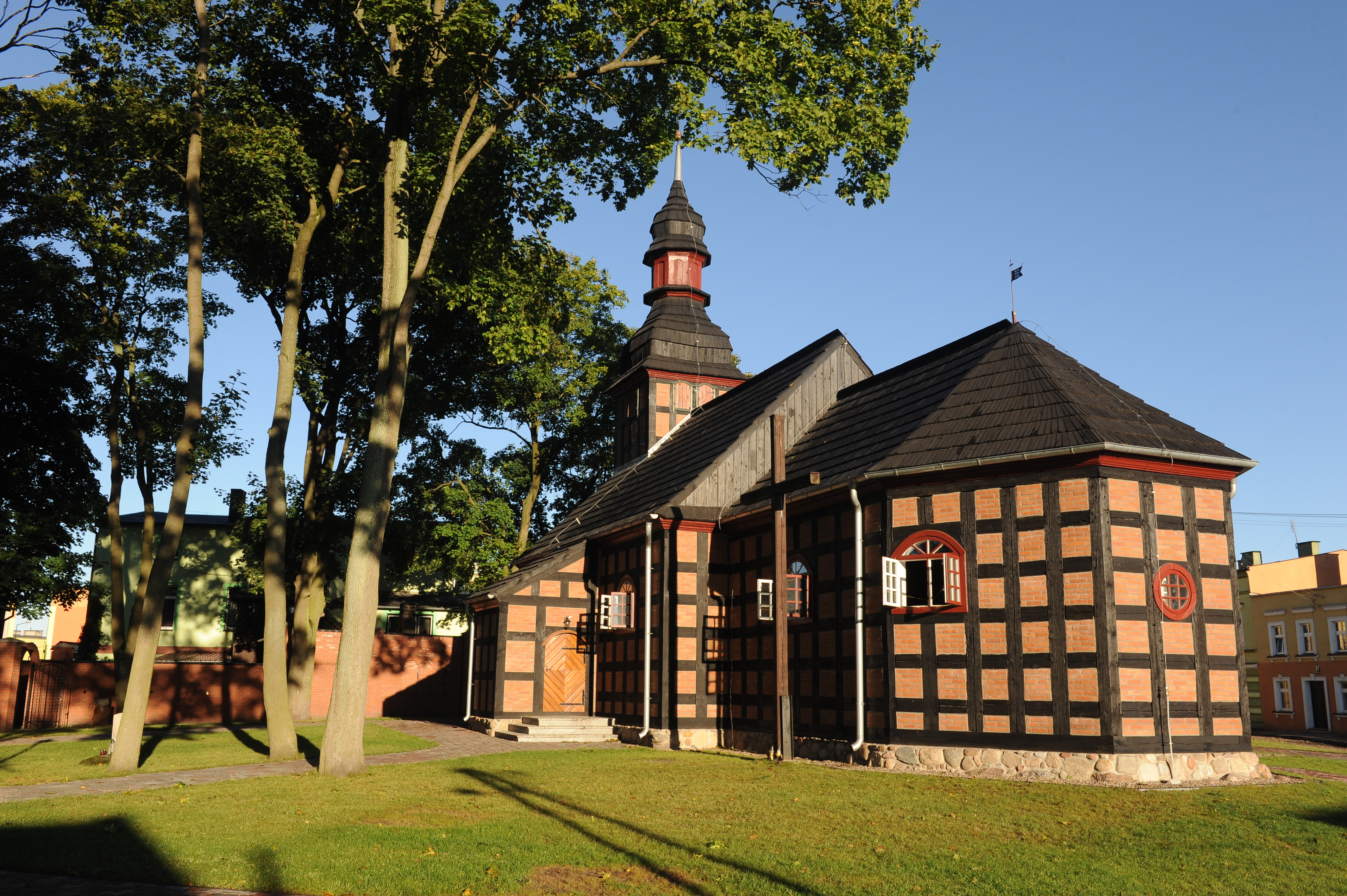
Ryglowy kościół Wniebowzięcia Najświętszej Maryi Panny z 1757

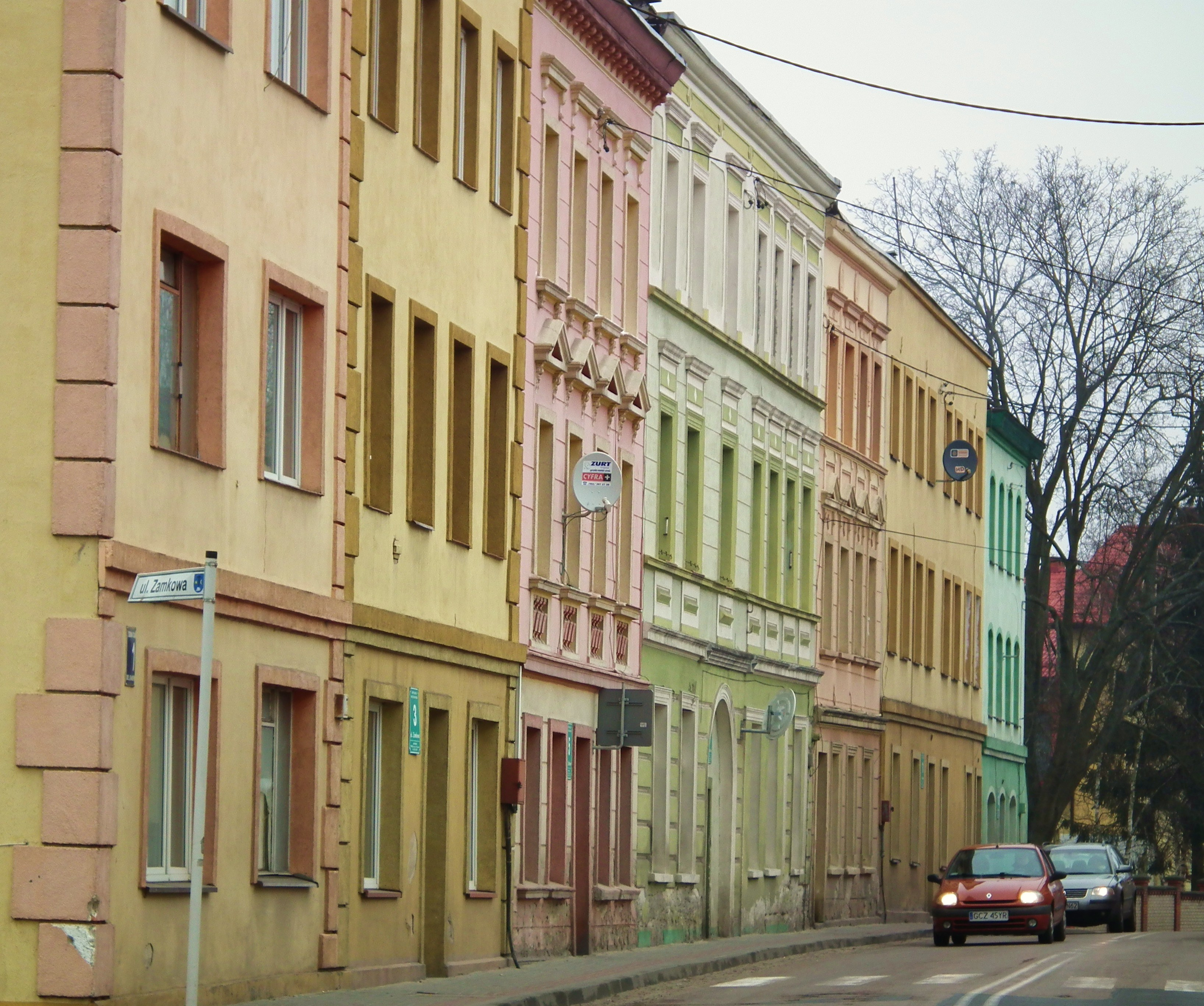
Stare kamienice przy ul. Zamkowej

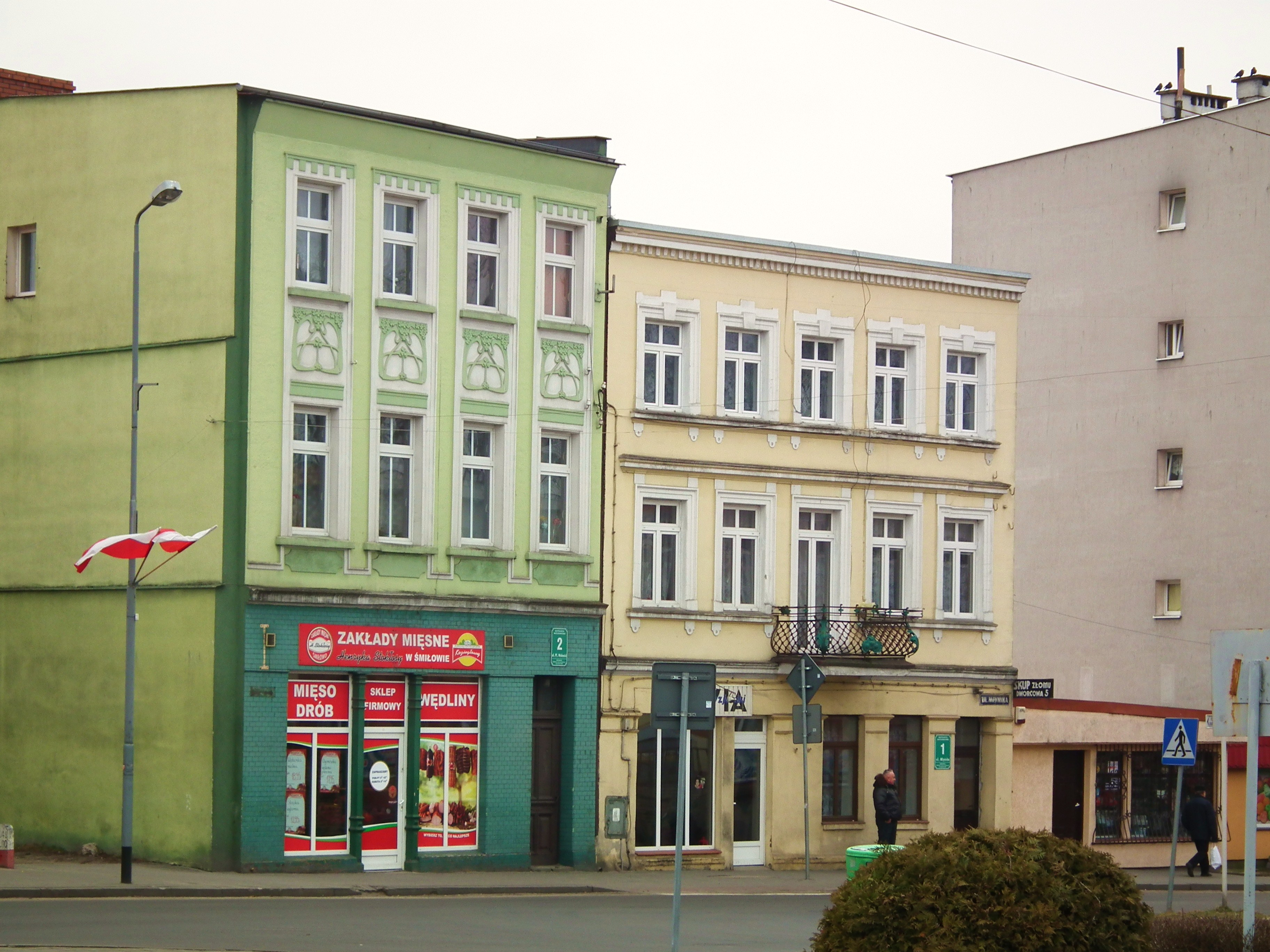
Stare kamienice przy rynku

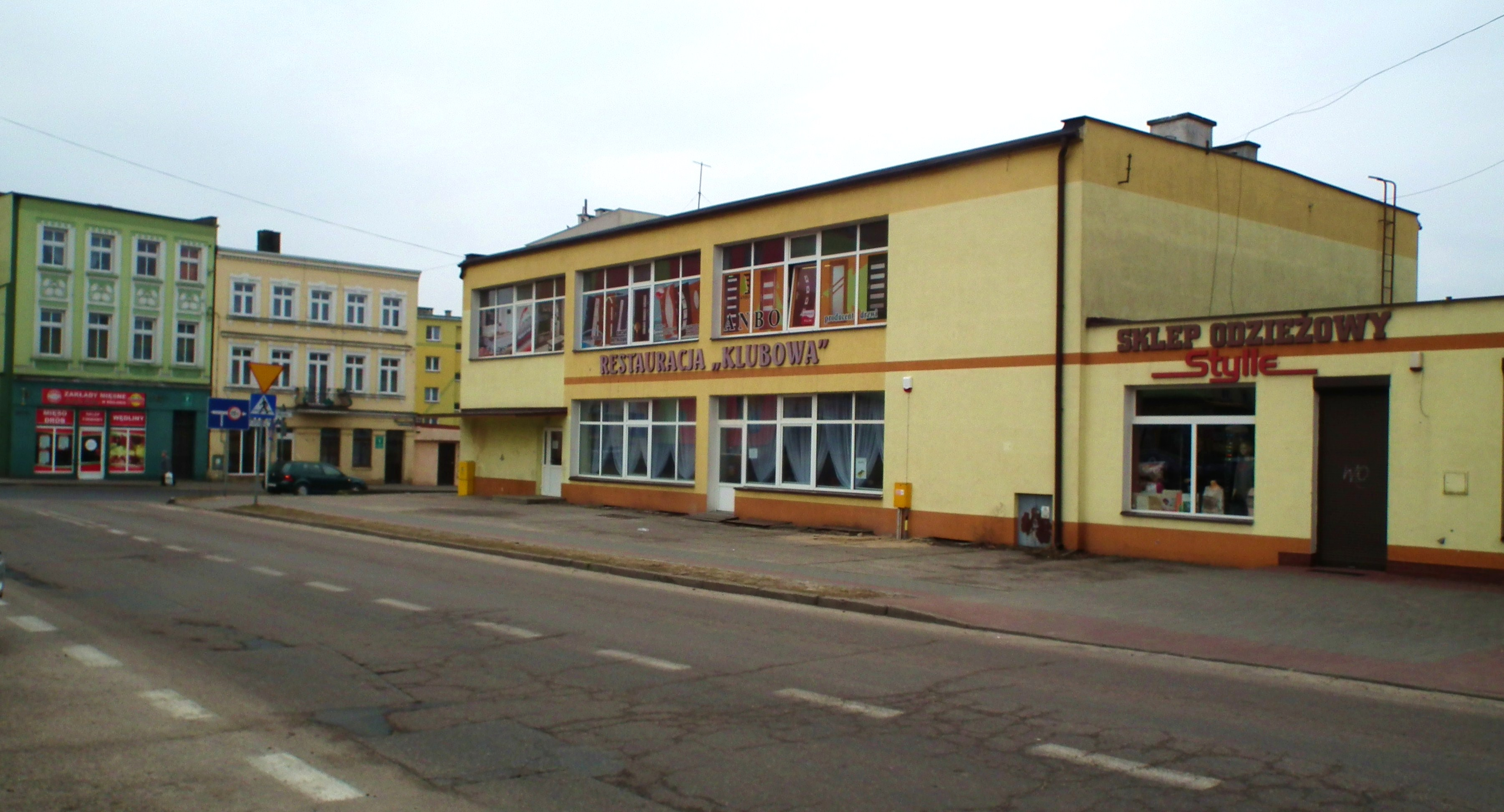
Fragment rynku

Według rejestru zabytków NID na listę zabytków wpisane są:
- kościół Wniebowzięcia NMP ryglowy z 1757 r. z XIV-wieczną chrzcielnicą, nr rej.: A-164 z 20.02.1959
- ruiny zamku krzyżackiego, a następnie starościńskiego z XIV w., nr rej.: A-163 z 21.02.1959
- cmentarz jeniecki z I wojny światowej, nr rej.: A-369 z 10.09.1998.

Ponadto w Czarnem znajdują się:
- pomnik jeńców wojennych
- pomnik Jana Pawła II
- pomnik-czołg ku pamięci poległych walczących o Czarne.
- pomnik bitwy pod Czarnem (Hamersztynem) 1627[11].

## Demografia
Według danych GUS z 31 grudnia 2008 r. miasto miało 5987 mieszkańców.

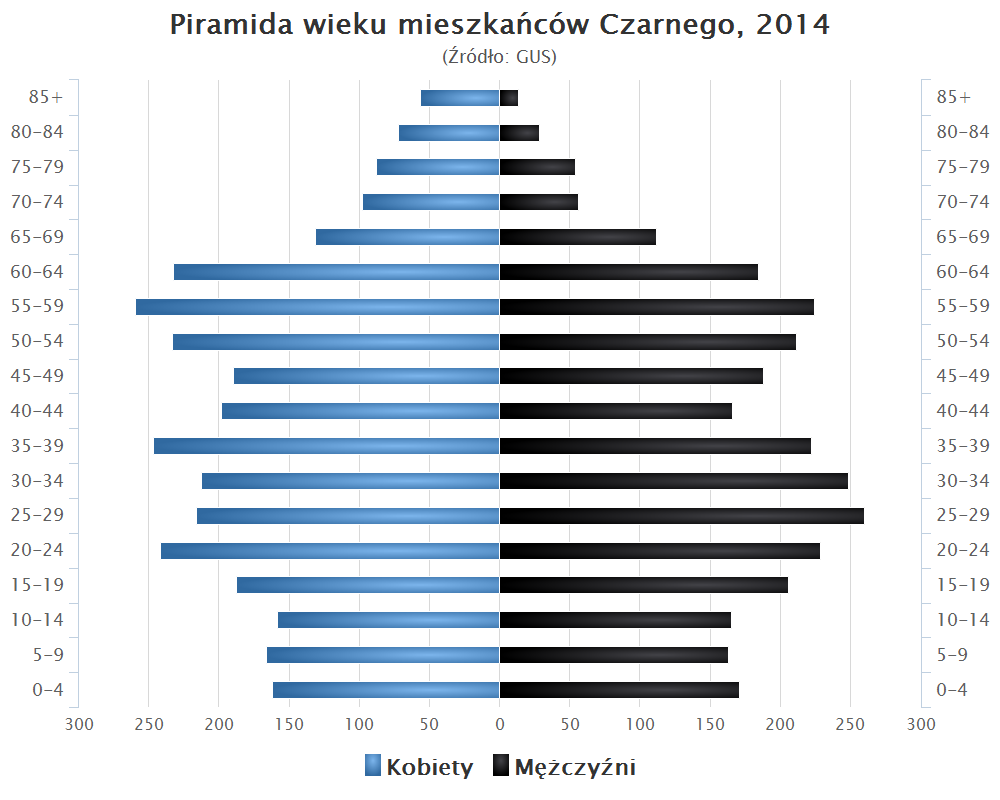
Piramida wieku mieszkańców Czarnego w 2014 roku

## Wspólnoty wyznaniowe
- Kościół rzymskokatolicki:
  - parafia Wniebowzięcia Najświętszej Maryi Panny